# Xavier Pidoux de La Maduère
Pour les articles homonymes, voir Pidoux et Familles Pidoux.
Xavier Pidoux de La Maduère, (François Xavier Laurent Pidoux de Maduère dit), né le 11 avril 1910 à Dole et mort le 2 juillet 1977 à Saint-Raphaël, est un homme politique français.

## Biographie

### Famille
Il est le fils de Pierre André Pidoux de La Maduère et de Marie Joséphine Jacqueline Jeanne Carol.
Il appartient à une famille de Franche-Comté dont le plus ancien membre connu est Jean-Pierre Pidoux, épicier et bourgeois, né en 1702 à Mièges (Jura).
Il épouse le 20 septembre 1938 Madeleine Marguerite Françoise Marie Baills.

### Carrière politique
- Conseil municipal de Juvisy-sur-Orge
- Maire de Juvisy-sur-Orge (1947 - 1971)
- Sénateur de Seine-et-Oise (1951 - 1959)
- Conseiller général de l'Essonne (1967 - 1973)
- Vice-président du Conseil général de l'Essonne

## Hommage
La municipalité de Juvisy-sur-Orge a donné son nom à une salle polyvalente le 18 avril 2015.